# Wulwesort
Wulwesort ist ein Ortsteil der Stadt Schmallenberg in Nordrhein-Westfalen.

## Geographische Lage
Der Weiler Wulwesort liegt in einem Waldstück im Uentroptal rund 2,5 km südöstlich von Lenne und 1,5 km südlich von Fleckenberg. Nordwestlich von Wulwesort mündet der Bach Erfmicke und südwestlich der Bach Jaismecke im Naturschutzgebiet Üntrop in die Uentrop. Angrenzende Orte sind Lenne, Fleckenberg, Jagdhaus und Milchenbach.

## Geschichte
Den Namen Wulwesort (damals „Wolffs orth“) fand man bereits auf einer Karte aus dem Jahr 1753. Die Geschichte des Weilers begann im Jahr 1904. Der in Düsseldorf geborene Königlich Rumänische Generalkonsul Gustav H. Müller in Rotterdam richtete am 25. Januar 1904 ein Schreiben an das Amt Schmallenberg, um die Jagd Fleckenberg zu pachten. Am 1. Februar 1904 erhielt Müller von dem Amt die Pachtgenehmigung. Der neue Pächter teilte im Juni 1904 in einem Schreiben dem Amt mit, dass er in Wulwesort ein Jagdhaus errichten wolle. Im selben Jahr wurden das Jagdhaus und später ein Holzhaus in Wulwesort errichtet. Anschließend erwarb Müller umfangreichen Grundbesitz um sein Haus.
Nach dem Tod Gustav H. Müllers erwarb im August 1913 der Arzt und Industrielle Dr. med. Otto Goebel aus Ruhrort den Besitz. Wulwesort gliederte man im Jahr 1920 in die neue Gemeinde Fleckenberg ein. 1923 baute Goebel ein Wohnhaus und erwarb weiteren Grundbesitz, seit Ende 1925 war das Haus sein Hauptwohnsitz. Vier Jahre später lebten 13 Einwohner im Ort. Zu dem Gut gehörten 1931 rund 290 ha Grundbesitz. Im Zweiten Weltkrieg wurde Wulwesort bekannt, weil dort am 20. April 1945, unmittelbar vor dem Ende des Ruhrkessels, der befehlsführende General der Infanterie Joachim von Kortzfleisch von einer Patrouille der US-Army erschossen wurde. Die Familie Goebel führte bis 1965 auch einen kleinen landwirtschaftlichen Betrieb. In der Zeit von 1915 bis 1975 hatte das Gut einen eigenen Förster. 
Bis zur kommunalen Neugliederung in Nordrhein-Westfalen gehörte Wulwesort zur Gemeinde Fleckenberg. Seit dem 1. Januar 1975 ist Wulwesort ein Ortsteil der Stadt Schmallenberg.